# Strobilanthes gigantodes
Strobilanthes gigantodes är en akantusväxtart som beskrevs av Gustav Lindau. Strobilanthes gigantodes ingår i släktet Strobilanthes och familjen akantusväxter. Inga underarter finns listade i Catalogue of Life.